# Tomás Marín Loya
Tomás Marín Loya (1882, Jalapa, Veracruz-1963, Ciudad de México) fue un militar mexicano con idealismo villista que participó en la Revolución mexicana. Nació en Jalapa, Veracruz, en 1882.

## Biografía
Realizó sus estudios en la Escuela Nacional Preparatoria de la Ciudad de México, y más tarde ingresó al Colegio Militar de Chapultepec obteniendo el diploma de Ingeniero del Estado Mayor en 1904. Fue enviado a la frontera con Guatemala, por la inminencia de guerra con este país, a causa del asesinato en México del expresidente Manuel Lisandro Barillas Bercián, dirigida por el presidente Manuel Estrada Cabrera. Actuó como miembro de la comisión geográfica exploradora en Sonora, y más tarde ejerció la docencia en el Colegio Militar. En 1913, durante la Decena Trágica dirigió una de las columnas que escoltaron al presidente Francisco I. Madero. Tras la usurpación de Victoriano Huerta se incorporó a la División del Norte, bajo las órdenes del general Felipe Ángeles. Se mantuvo fiel al villismo: fue jefe del Estado Mayor en la Brigada "Bracamontes". En 1915 participó en la batalla de Celaya, donde fue herido; posteriormente se expatrió. Regresó al país y fue profesor de la Legión de Honor y director de la Escuela de administración del Colegio Militar; trabajó en la Secretaría de Comunicaciones como ingeniero, trazando el nuevo canal del desagüe de la ciudad, la iluminación de la costa de Baja California y el desazolve del río Grijalva; también fue profesor de Matemáticas en escuelas secundarias, en la Escuela de Ingenieros Militares y en el Instituto Politécnico Nacional. Murió en la Ciudad de México, en 1963, a los 81 años. Su esposa fue Josefina Enciso que era de la nación Pima del Norte de México.